# Okaloosa County
Das Okaloosa County ist ein County im Bundesstaat Florida der Vereinigten Staaten. Der Verwaltungssitz (County Seat) ist Crestview.

## Geographie
Das County hat eine Fläche von 2802 Quadratkilometern, wovon 379 Quadratkilometer Wasserfläche sind. Es grenzt im Osten an das Walton County und im Westen an das Santa Rosa County. Zusammen mit dem Walton County bildet das County die Metropolregion Fort Walton Beach.

## Geschichte
Das Okaloosa County wurde am 3. Juni 1915 aus Teilen des Santa Rosa County gebildet. Es wurde benannt nach den Worten oka (Wasser) und lusa (schwarz) der Choctaw-Indianer. In den 1930er Jahren war die Holzindustrie der bedeutendste Wirtschaftszweig im County. Zu dieser Zeit hatte die Duggan Lumber Company im Gebiet von Laurel Hill 14 Sägewerke, in denen fast ausschließlich Bauholz hergestellt wurde. 1937 wurde das Maxwell Field zu einer Basis der Luftstreitkräfte ausgebaut und 1941 zum Versuchsgelände. Heute ist die Eglin Air Force Base die größte Luftwaffen-Basis der westlichen Welt. Eine weitere Luftwaffen-Basis ist Hurlburt Field.

## Demografische Daten
Nach der Volkszählung im Jahr 2010 lebten im Okaloosa County 180.822 Menschen in 92.577 Haushalten. Die Bevölkerungsdichte betrug 74,6 Einwohner pro Quadratkilometer. Ethnisch betrachtet setzte sich die Bevölkerung zusammen aus 81,1 % Weißen, 9,3 % Afroamerikanern, 0,6 % Indianern und 2,9 % Asian Americans. 2,2 % waren Angehörige anderer Ethnien und 3,9 % verschiedener Ethnien. 6,8 % der Bevölkerung bestand aus Hispanics oder Latinos.
Im Jahr 2010 lebten in 31,2 % aller Haushalte Kinder unter 18 Jahren sowie 25,1 % aller Haushalte Personen mit mindestens 65 Jahren. 66,9 % der Haushalte waren Familienhaushalte (bestehend aus verheirateten Paaren mit oder ohne Nachkommen bzw. einem Elternteil mit Nachkomme). Die durchschnittliche Größe eines Haushalts lag bei 2,43 Personen und die durchschnittliche Familiengröße bei 2,92 Personen.
24,9 % der Bevölkerung waren jünger als 20 Jahre, 27,1 % waren 20 bis 39 Jahre alt, 28,4 % waren 40 bis 59 Jahre alt und 19,4 % waren mindestens 60 Jahre alt. Das mittlere Alter betrug 38 Jahre. 50,2 % der Bevölkerung waren männlich und 49,8 % weiblich.
Das jährliche Durchschnittseinkommen eines Haushalts betrug 54.118 USD, dabei lebten 12,5 % der Bevölkerung unter der Armutsgrenze.
Im Jahr 2010 war englisch die Muttersprache von 91,09 % der Bevölkerung, spanisch sprachen 4,88 % und 4,03 % hatten eine andere Muttersprache.

## Kultur und Sehenswürdigkeiten

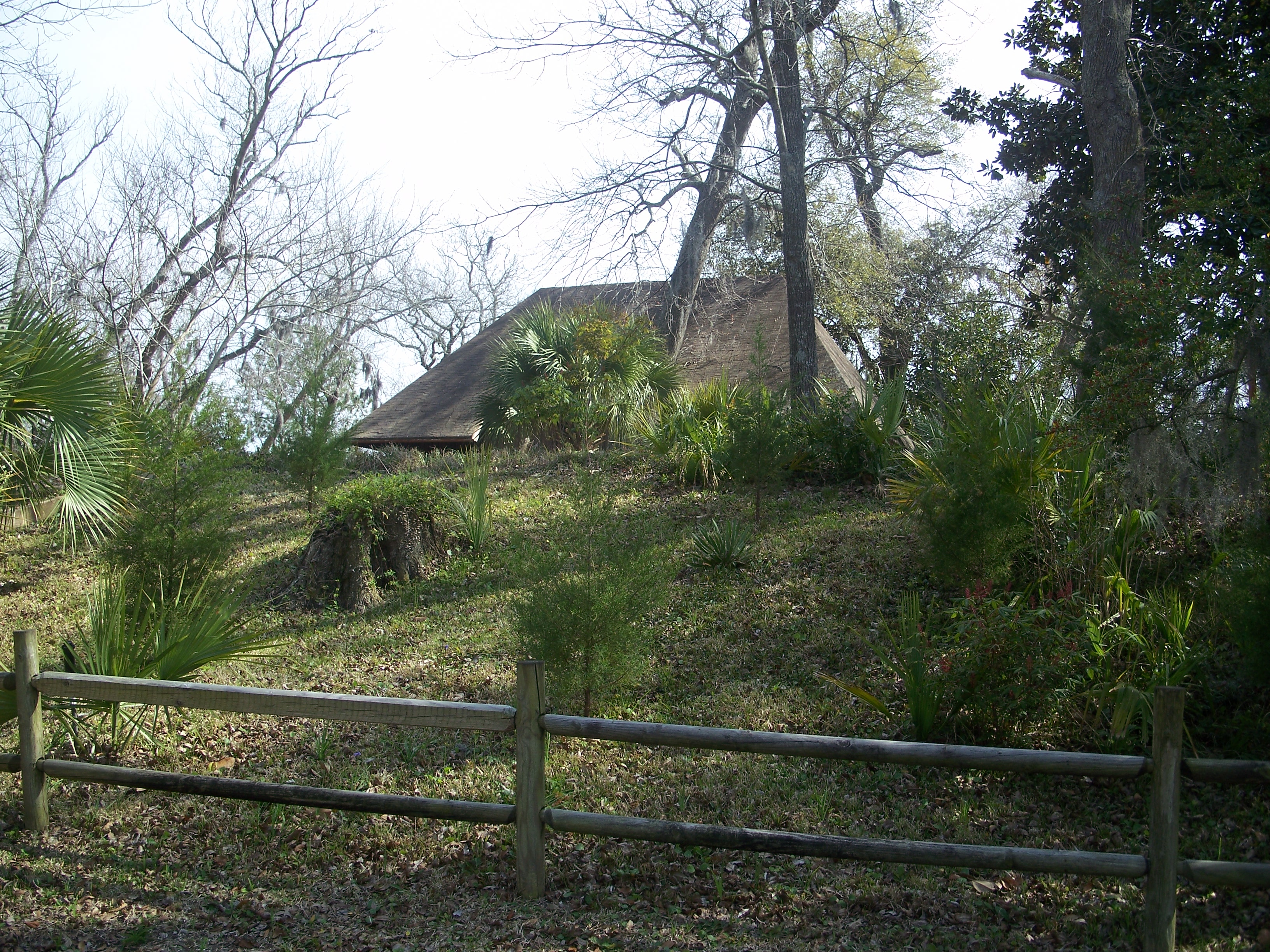
Fort Walton Mound (2008). Diese archäologische Fundstätte geht auf das neunte Jahrhundert zurück und wird der Mississippi-Kultur zugerechnet. Der Mound ist knapp 4 m hoch und hat einen Durchmesser von 68 m. Im Juli 1964 erhielt die Stätte den Status eines National Historic Landmarks zuerkannt. Im Oktober 1966 erfolgte der Eintrag in das NRHP.

Neun Bauwerke, Stätten und „historische Bezirke“ (Historic Districts) im Okaloosa County sind im National Register of Historic Places („Nationales Verzeichnis historischer Orte“; NRHP) eingetragen (Stand 7. Februar 2023), darunter hat der Fort Walton Mound den Status eines National Historic Landmarks („Nationales historisches Wahrzeichen“).

## Weiterführende Bildungseinrichtungen
- University of West Florida in Fort Walton Beach
- Troy University-Florida Western Region in Fort Walton Beach
- Okaloosa-Walton College in Niceville (Hauptcampus) und Fort Walton Beach
- Okaloosa Applied Technology Center in Fort Walton Beach

## Orte im Okaloosa County
Orte im Okaloosa County mit Einwohnerzahlen der Volkszählung von 2010:
Cities:
- Crestview (County Seat) – 20.978 Einwohner
- Destin – 12.305 Einwohner
- Fort Walton Beach – 19.507 Einwohner
- Laurel Hill – 537 Einwohner
- Mary Esther – 3.851 Einwohner
- Niceville – 12.749 Einwohner
- Valparaiso – 5.036 Einwohner

Towns:
- Cinco Bayou – 383 Einwohner
- Shalimar – 717 Einwohner

Census-designated places:
- Eglin Air Force Base – 2.274 Einwohner
- Lake Lorraine – 7.010 Einwohner
- Ocean City – 5.550 Einwohner
- Wright – 23.127 Einwohner